# Marco Enríquez-Ominami
Marco Antonio Enríquez-Ominami Gumucio (Concepción, 12 de junho de 1973) é um cineasta e político chileno. Fundador do Grupo de Puebla e do Partido Progressista.
Foi deputado entre 2006 e 2010, fazia parte do Partido Socialista, mas trocou sua afiliação política para independente a fim de concorrer ao cargo de Presidente da República do Chile nas eleições de 2009, ficando em terceiro lugar na disputa, com pouco mais de 20% dos votos. Concorreu ao mesmo cargo nas eleições de 2013, 2017 e 2021, mas não conseguiu superar os sufrágios de sua primeira campanha  presidencial, não logrando ir para o segundo turno em nenhuma delas.
Enríquez-Ominami é filho de Miguel Enríquez, líder do Movimento de Esquerda Revolucionária, e da socióloga Manuela Gumucio. Seu pai adotivo é o ex-ministro da Economia de Patricio Aylwin (1992) e ex-senador socialista (1994 - 2010) Carlos Ominami. Enríquez-Ominami é casado com a jornalista e apresentadora de televisão Karen Doggenweiler, com quem tem duas filhas. Devido a seu nome grande, é frequentemente chamado de "MEO" tanto na linguagem escrita quanto falada.

## Biografia

### Infância
Enríquez-Ominami é filho de Miguel Enríquez Espinosa, fundador e secretário-geral do Movimento de Esquerda Revolucionária, e de Manuela Gumucio Rivas, filha de Rafael Agustín Gumucio Vives, ex-senador e fundador do partido político de direita Falange Nacional. É descendente de alemães e escoceses pela família de seu pai e de bolivianos e bascos pela família de sua mãe.
Em novembro de 1973, dois meses após o golpe militar que depôs o governo do presidente Salvador Allende, Enríquez-Ominami e sua família foram expulsos do país através de um decreto militar, sendo barrados de entrar no Chile pelos próximos dez anos. Seu pai, que permaneceu no país para organizar e liderar um grupo clandestino de resistência contra a ditadura de Augusto Pinochet, foi assassinado em outubro de 1974 por agentes da DINA que descobriram seu esconderijo em Santiago. Em 2019, o ministro da Corte Suprema do Chile, Mario Carroza, condenou três policiais pelo crime, entre eles o ex-brigadeiro do Exército Miguel Krassnoff.
Enríquez-Ominami e sua família se refugiaram na França, onde ele cresceu tendo o francês como sua língua materna. Ele cursou a educação básica no Lycée Victor Hugo em Paris entre 1981 e 1986. Em seguida, cursou a educação secundária no Colegio Alianza Francesa e no Saint George's College, ambos em Santiago, quando sua família já não estava mais banida da nação chilena.

## Carreira
De 1990 a 1995, Enríquez-Ominami obteve bacharelado em filosofia na Universidade do Chile, onde foi vice-presidente do conselho estudantil. Em 1996, participou de um workshop intensivo para diretores de cinema em La Fémis, em Paris.
A partir de 1998, Enríquez-Ominami começou a trabalhar como diretor executivo da produtora Rivas y Rivas. Em 2002, após produzir e dirigir vários curta-metragens, longa metragens, reportagens, comerciais de televisão e filmes televisivos, dirigiu o documentário político Chile, los héroes están fatigados (em português:  Chile, os heróis estão fatigados), que foi selecionado para abrir o 16o Festival de Cinema FIPA em Biarritz. O documentário recebeu prêmios em festivais de San Diego e da Sérvia e Montenegro.
Em 2005, Enríquez-Ominami criou e presidiu a Fundação ChileMedios, através da qual desenvolveu vários estudos sobre o comportamento da audiência de televisão. Ele trabalhou como professor de cinema em universidades chilenas e peruanas e colaborou nas campanhas políticas de Ricardo Lagos e Carlos Ominami no Chile, além de outras no Peru e no México.
Em 2017, lançou o documentário "Isla de Guerreros: Rapa Ariki Matatoa". Durante várias viagens à ilha de Páscoa Enríquez-Ominami entrevistou uma dezena de líderes e habitantes de Rapa Nui para contar a história da ilha e seus desejos de maior autonomia.
Entre 2018 e 2019 realizou o documentário "Hasta la victoria y más allá", que busca refletir a respeito dos acertos, erros e desafios do progressismos e das presidências de esquerda latino-americanas da última década. Para isso, recolheu os depoimentos de Dilma Rousseff do Brasil, Rafael Correa do Equador, José "Pepe" Mujica do Uruguai, Cristina Fernández Kirchner da Argentina e Nicolás Maduro da Venezuela.

## Carreira política

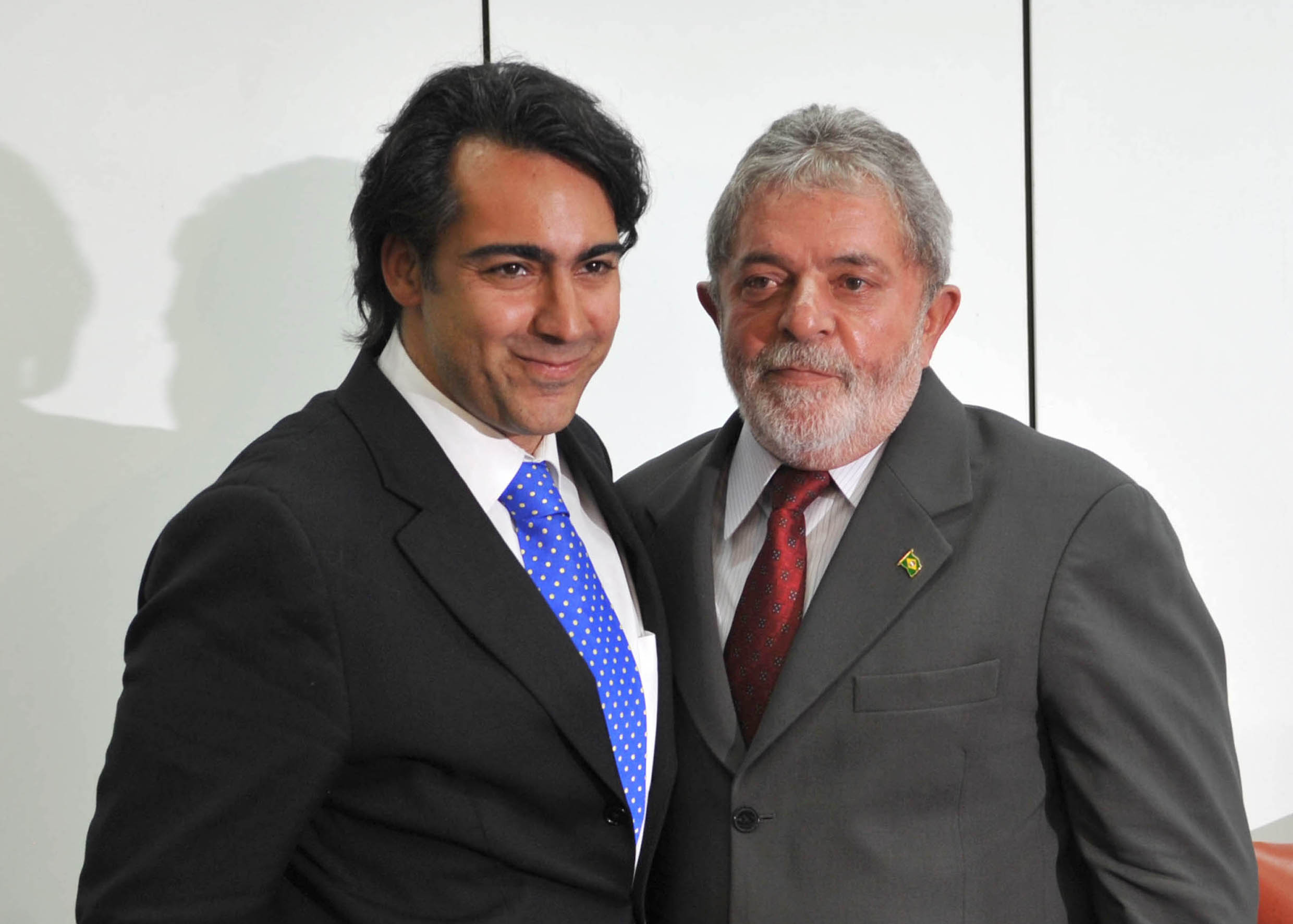
Marco Enríquez-Ominami e Luiz Inácio Lula da Silva em 2009.

Em dezembro de 2005, Enríquez-Ominami foi eleito deputado pelo décimo distrito eleitoral do Chile para o período de quatro anos. Ele obteve a maior votação na história do distrito até então. Como deputado, trabalhou nas comissões de Ciência e Tecnologia e Agricultura e presidiu a comissão de investigação em propaganda estatal e a comissão especial de estudos sobre o regime político chileno. Ele apresentou cerca de 150 projetos de lei, muitos dos quais foram aprovados.
Enríquez-Ominami concorreu à presidência do Chile como candidato independente em 2009. Apesar de ser relativamente desconhecido, Enríquez-Ominami subiu rapidamente nas pesquisas de opinião, conquistando 10% de apoio em abril de 2009, capturando o eleitorado de esquerda insatisfeito com a escolha do democrata-cristão Eduardo Frei como candidato da Concertación. Contudo, obteve o terceiro lugar nas preferências com 1.405.124 votos, o equivalente a 20,14%  do total de votos. A candidatura contou com o apoio, entre outros, do Partido Humanista, do Partido Ecologista, e de outros movimentos sociais. Porém, não conseguiu ir ao segundo turno eleitoral.
Em 2013, ele tentou novamente chegar ao Palácio de La Moneda. Em 17 de novembro daquele ano, obteve 723.542 votos, o que correspondeu a 10,99%  do total de votos, alcançando a terceira colocação entre 9 candidatos.
Em 2017, concorreu pela terceira vez consecutiva à presidência da República. Obteve 376.871 votos, o equivalente a 5,71%  do total de votos validamente expressos, ocupando o 6º lugar entre 8 candidatos. No segundo turno apoiou a candidatura de Alejandro Guillier, de esquerda.
Em 23 de agosto de 2021, registrou no Serviço Eleitoral do Chile sua quarta candidatura à Presidência da República. Enríquez-Ominami terminou em sexto lugar novamente, desta vez obteve 7,61%, pouco mais de 534 mil votos. No segundo turno declarou apoio ao candidato Gabriel Boric, segundo ele o representante da "mudança", conta o direitista José Antonio Kast, sobre o qual declarou: "Se Kast vencer, enfrentaremos uma catástrofe no Chile".
Atualmente é o líder do Partido Progressista (PRO), que fundou em 2010. É coordenador do Grupo de Puebla, fundado em 2019, cujo principal objetivo é articular ideais, modelos produtivos, programas de desenvolvimento e políticas de Estado progressistas; além de procurar deter o avanço das ideias direitistas, neoliberais e conservadoras na América Latina.